# J. Coppel & Söhne

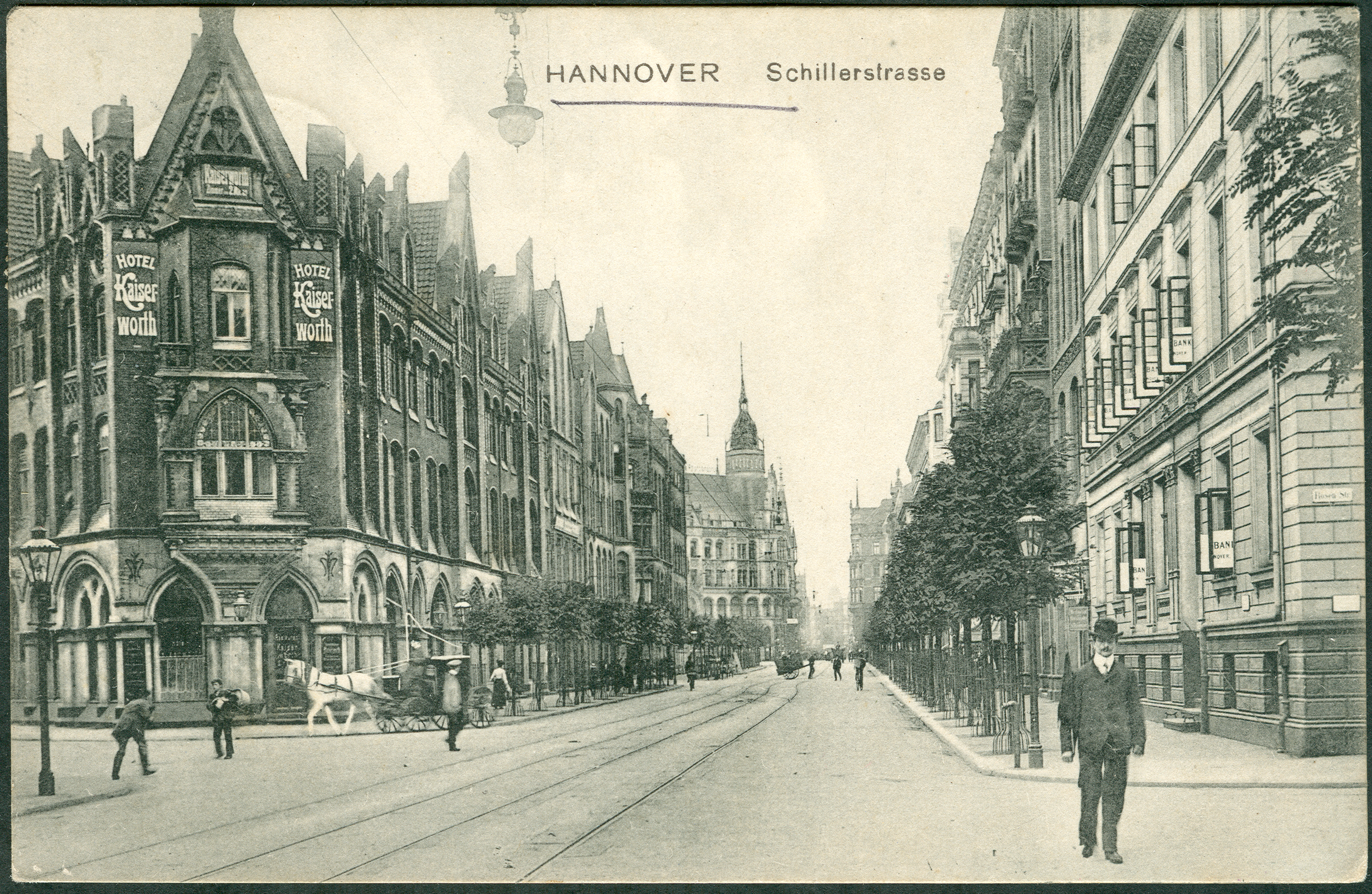
Hannover Schillerstraße; im Vordergrund rechts an der Ecke Rosenstraße das vormalige Bankhaus J. Coppel & Söhne;
links an der Großen Packhofstraße das Hotel Kaiserworth;Ansichtskarte Nr. 379, Lichtdruck von Georg Kugelmann, 1908

Coppel & Söhne, eigentlich J. Coppel & Söhne firmiert, war ein im 19. Jahrhundert in Hannover agierendes Bankhaus. Die Privatbank war zu Beginn der Industrialisierung im Königreich Hannover im Jahr 1834 von einer jüdischen Familie gegründet worden – zwangsläufig in der Calenberger Neustadt, da bis 1808 nur lutherische Christen in der Altstadt Hannovers wohnen durften und erst ein hannoversches Gesetz von 1842 Juden die freie Wahl ihres Wohnsitzes gestattete.

## Geschichte
Erster Geschäftssitz des 1834 gegründeten Kreditinstituts Coppel & Söhne war die Calenberger Straße an der Ecke schräg gegenüber der Einmündung der Bäckerstraße. Ähnlich wie andere Privatbanken im Besitz jüdischer Familien verließ auch das Bankhaus der Coppels nach der Gesetzesänderung 1842 die Calenberger Neustadt und ließ sich um 1854 in der Ernst-August-Stadt nieder, zunächst in der seinerzeitigen Reitwallstraße 18. Diese Coppel-eigene Immobilie war in Teilen zunächst auch an Angehörige der Adelsfamilien von Linsingen und von Witte vermietet: den Kammerherrn Adolf Friedrich Graf von Linsingen und den Oberst a. D. Theodor von Witte. Standort war das Eckhaus, das vom Hauptbahnhof kommend auf der rechten Seite der Reitwallstraße nach der Einmündung der Rosenstraße errichtet worden war und nach der Teilumbenennung der Straße nach dem 10. Oktober 1859 ab 1860 die Adresse Schillerstraße 22 hatte. Erst nach der verstärkten Bebauung der Schillerstraße mit weiteren Gebäuden erhielt das Bankhaus Coppel & Söhne endlich die Adresse Schillerstraße 28.
1870 war das Bankhaus lediglich eines von zwei Instituten in Deutschland, in denen die Zinsen der Stamm- und Stammprioritätsaktien der Hannover-Altenbekener Eisenbahn-Gesellschaft gegen Aushändigung der Zinscoupons gehoben werden konnten.
Im Jahr der Reichsgründung 1871 verzeichnete das Adreßbuch, Stadt- und Geschäftshandbuch der Königlichen Residenzstadt Hannover und der Stadt Linden in der Schillerstraße 28 die Bankiers Simon Coppel als Eigentümer mit dem Zusatz „vid. Rosenstr. 5“, sowie den Bankier Carl Coppel und den Oberst Conrad Ernst Albrecht Giesewell als Mieter. Im Folgejahr 1872 konnten die Dividenden für Aktien der Continental-Caoutchouc- und Gutta-Percha Compagnie ebenso wie diejenigen der Bergbau-Gesellschaft Neu-Essen in Essen sowie die dortige Pluto in dem hannoverschen Bankhaus eingelöst werden.
Nach der Gründung der Provinzial-Wechslerbank durch die Muttergesellschaft Berliner Wechslerbank hatte diese schon Anfang 1872 die hannoversche Firma J. Coppel & Söhne käuflich erworben. Mit dem Eigentümer und Rentier Simon Coppel verzeichnete das hannoversche Adressbuch von 1874 das Bankgebäude nun nur noch als Sitz der Provinzial-Wechslerbank, und schon im Folgejahr 1875 als Eigentum der Vereinsbank.

## Simon-und-Karl-Coppelsche Stiftung
Die Simon-und-Karl-Coppelsche Stiftung war eine mit erheblichen Mitteln ausgestattete Stiftung, die mit der Julie-Coppel Stiftung vereinigt war, aus deren Zinserträgen auch noch 1925 nach dem Höhepunkt der Deutschen Hyperinflation jährlich insgesamt mehrere 1.000 Mark in Form von Prämien, Stipendien und Zuwendungen an zahlreiche Institutionen und individuelle Empfänger verteilt werden konnten, darunter beispielsweise an die Kinderheilanstalt Hannover, die Gartenbauschule Ahlem oder das Jüdische Krankenhaus. Zum Stiftungsvorstand unter der Oberaufsicht des Landesdirektoriums am Schiffgraben 6 gehörte 1925 Julius Benfey, ein Mitglied des städtischen Magistrats und Justizrat, sowie ein Mitglied der Familie, damals der Fabrikbesitzer Ruben in Kopenhagen.